# San Fernando (Málaga)
San Fernando es un barrio perteneciente al distrito de Churriana de la ciudad andaluza de Málaga, España. Según la delimitación oficial del ayuntamiento, limita al oeste con el barrio de Cañada de Ceuta; al norte y al este, con terrenos no urbanizados que los separan de los barrios vecinos de San Jerónimo y Cortijo de Mazas. Al sur se alza la sierra de Churriana. Está compuesto por viviendas unifamiliares tipo chalé y ubicado muy cerca del trazado de la nueva hiperronda.
Ninguna línea de autobús de la EMT alcanza los límites del barrio. 